# Elements (Spiel)
Elements, zuerst erschienen als Khmer, ist ein Kartenspiel des japanischen Spieleautorenteams Team Saien für zwei Personen. Das Spiel erschien 2010 unter dem ursprünglichen Namen in Japan bei dem Verlag Saien und wurde 2016 als Elements sowohl auf Deutsch und Englisch bei Pegasus Spiele wie auch auf Spanisch und Portugiesisch bei Ediciones MasQueOca sowie auf Japanisch bei Arclight veröffentlicht.

## Thema und Ausstattung
Bei dem Spiel handelt sich um einen Wettstreit zweier Spieler um das Erreichen einer möglichst guten Kartenhand im Verhältnis zur Auslage. Bei dem Spiel geht es um den Einsatz der fünf Elemente Holz, Feuer, Erde, Metall und Wasser sowie dem Yin und Yang als ausgleichendem Element. Das Spielmaterial besteht neben der Spieleanleitung aus 16 Spielkarten und 12 Siegpunktmarkern. Bei den Karten handelt es sich jeweils um zwei Karten der Werte 1 bis 5, die den Elementen entsprechen, sowie sechs Karten mit dem Wert 6, die Yin und Yang zugeordnet sind.

## Spielweise
Zur Spielvorbereitung werden alle 16 Spielkarten gemischt, danach bekommen beide Spieler je 6 Handkarten und die restlichen 4 Karten werden aus dem Spiel genommen.
Das Spiel wird abhängig vom jeweiligen Rundenergebnis über mehrere Runden gespielt. Ein Startspieler beginnt seine Aktion und kann entweder eine Karte in die Auslage ablegen oder eine 6 abwerfen und damit aus dem Spiel nehmen. Danach spielen die beiden Spieler abwechselnd und können jeweils eine Karte auf die Auslage ausspielen, die zuletzt ausgespielte Karte aufnehmen, eine 6 abwerfen oder die Runde durch „Klopfen“ oder „Aufgeben“ beenden:
- zum Auslegen legt ein Spieler eine seiner Handkarten offen in die Mitte. Wenn dort bereits Karten liegen, wird sie fächerartig auf die bereits ausliegenden Karten gelegt, sodass die Werte sichtbar bleiben. Danach sagt er die Gesamtsumme der ausliegenden Karten als „Limit“ an.
- entscheidet sich ein Spieler dafür, eine Karte zu nehmen, nimmt er die oberste der ausliegenden Karten und legt sie offen vor sich ab und sagt das neue Limit der Auslage an. Die Karten der eigenen Auslage dürfen später nicht mehr ausgespielt werden und bleiben bis zum Rundenende liegen.
- um die eigene Kartenhand zu reduzieren, darf ein Spieler eine 6er-Karte abwerfen. Diese Karten werden für die Runde aus dem Spiel genommen.
- um zu klopfen, muss der Spieler eine Kartenhand haben, die gemeinsam mit der persönlichen Auslage im Wert niedriger oder gleich ist wie das Limit. Wenn ein Spieler klopft, deckt er seine Karten auf und zeigt sie damit zur Überprüfung dem Gegner. Danach deckt der Gegner die Karten auf. Hat einer der Spieler einen höheren Wert als das Limit, bekommt der Gegner zwei Siegpunkte. Liegen beide Kartenwerte unter dem Limit, erhält der Spieler mit dem höheren Wert zwei Siegpunkte und wenn beide Spieler einen Gleichstand haben, bekommt der Spieler, der nicht geklopft hat, die zwei Siegpunkte.
- wenn ein Spieler keine Chance sieht, das Spiel zu gewinnen, kann er aufgeben. In dem Fall bekommt der Gegner einen Siegpunkt.

Derjenige, der in der Runde gepunktet hat, wird Startspieler der nächsten Runde und gibt die neuen Karten aus. Das Spiel endet, wenn ein Spieler nach einer Runde 6 Siegpunkte besitzt. Dieser Spieler gewinnt das Spiel.

## Entwicklung und Rezeption
Das Spiel Elements wurde von dem japanischen Spieleautorenteam Team Saien entwickelt und 2010 bei dem eigenen Verlag Saien als Khmer mit einfachen Zahlenkarten in Japan veröffentlicht. 2016 wurde es zur Nürnberger Spielwarenmesse als Elements sowohl auf Deutsch und Englisch bei Pegasus Spiele wie auch auf Spanisch und Portugiesisch bei Ediciones MasQueOca sowie auf Japanisch bei Arclight veröffentlicht.
Aufgrund der Spielweise wird das Spiel teilweise mit Kartenspielklassiker mit Siebzehn und Vier oder Blackjack verglichen. Vergleiche mit Love Letter beziehen sich vor allem auf die geringe Anzahl der Spielkarten.

## Belege
1. 1 2 3 4  Spieleanleitung Elements
2. ↑  Versionen von Elements in der Spieledatenbank BoardGameGeek (englisch); abgerufen am 8. August 2018.
3. ↑  Elements, Spielrezension im Blog angespielt.de,  15. Juli 2016; abgerufen am 8. August 2018